# Distrikt Yaquerana
Der Distrikt Yaquerana liegt in der Provinz Requena in der Region Loreto in Nordost-Peru. Der Distrikt wurde am 2. Juli 1943 gegründet. Er erstreckt sich über eine Fläche von 11.049 km². Beim Zensus 2017 wurden 2258 Einwohner gezählt. Im Jahr 1993 lag die Einwohnerzahl bei 1618, im Jahr 2007 bei 2396. Die Distriktverwaltung befindet sich in der 130 m hoch gelegenen Ortschaft Colonia Angamos mit 840 Einwohnern (Stand 2017). Colonia Angamos befindet sich knapp 110 km östlich der Provinzhauptstadt Requena.

## Geographische Lage
Der Distrikt Yaquerana liegt im äußersten Nordosten der Provinz Requena. Der Río Yaquirana, der Oberlauf des Río Yavarí, fließt entlang der östlichen Distrikt- und Staatsgrenze nach Norden. Dessen linke Zuflüsse Río Gálvez und Quebrada Añushiyacu durchqueren den Distrikt in überwiegend nordöstlicher Richtung. Im Süden des Distrikts liegt der Nationalpark Sierra del Divisor. Westlich des Río Gálvez erstreckt sich das Schutzgebiet Reserva Nacional Matsés.
Der Distrikt Yaquerana grenzt im Westen an die Distrikte Alto Tapiche, Soplin, Requena, Jenaro Herrera und Saquena, im Nordosten an den Distrikt Yavarí (Provinz Mariscal Ramón Castilla) sowie im Osten an Brasilien.